# Georgetown (ort i Australien, Queensland)
Georgetown är en ort i Australien. Den ligger i kommunen Etheridge och delstaten Queensland, omkring 1 400 kilometer nordväst om delstatshuvudstaden Brisbane. Antalet invånare är 254.
Trakten runt Georgetown är nära nog obefolkad, med mindre än två invånare per kvadratkilometer..
Omgivningarna runt Georgetown är huvudsakligen savann. Genomsnittlig årsnederbörd är 831 millimeter. Den regnigaste månaden är januari, med i genomsnitt 240 mm nederbörd, och den torraste är augusti, med 2 mm nederbörd.